# ميتشل باكر
ميتشيل باكر (بالهولندية: Mitchel Bakker) (من مواليد 20 يونيو 2000) لاعب كرة قدم هولندي، يلعب في مركز الظهير الأيسر مع نادي باير ليفركوزن في الدوري الألماني.

## وصلات خارجية
- ميتشل باكر على موقع الاتحاد الأوربي (الإنجليزية)
- ميتشل باكر على موقع إي إس بي إن إف سي (الإنجليزية)
- ميتشل باكر على موقع قاعدة بيانات كرة القدم.إي يو (الإنجليزية)
- ميتشل باكر على موقع بيانات كرة القدم. دي إي (الألمانية)
- ميتشل باكر على موقع ليكيب (الفرنسية)
- ميتشل باكر على موقع Soccerbase.com (لاعب) (الإنجليزية)
- ميتشل باكر على موقع Soccerway.com (الإنجليزية)
- ميتشل باكر على موقع عالم كرة القدم.نت (الإنجليزية)
- ميتشل باكر على موقع كووورة
- ميتشل باكر على موقع AS.com (الإسبانية)